# علي ياسين محمد
علي ياسين محمد هو سياسي صومالي، ولد في 24 ديسمبر 1965.